# Annaka
Annaka (安中市 -shi) é uma cidade japonesa localizada na província de Gunma.
Em 2003 a cidade tinha uma população estimada em 47 251 habitantes e uma densidade populacional de 466,49 h/km². Tem uma área total de 101,29 km².
Recebeu o estatuto de cidade a 1 de Novembro de 1958.

## Cidades-irmãs
- Kimberley, Canadá
- Wada, Japão